# Samy Naceri

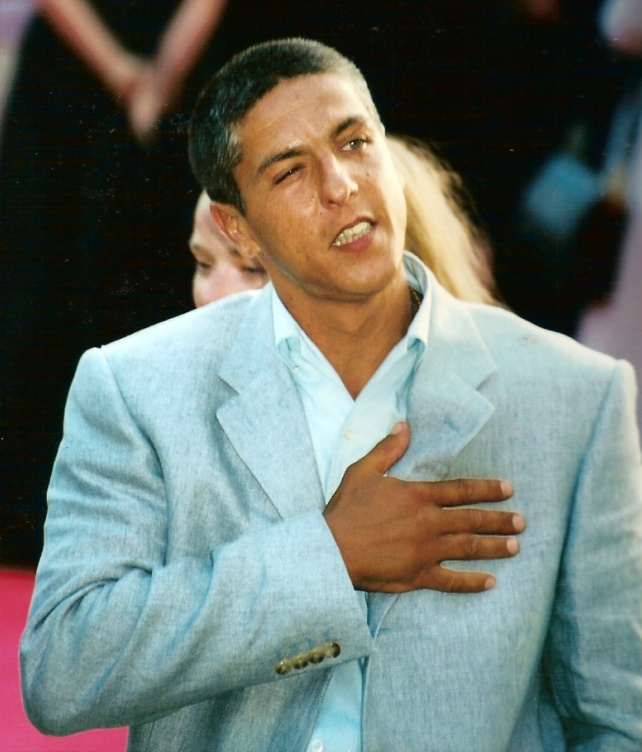
Samy Naceri bei den Filmfestspielen von Cannes, 2000

Saïd „Samy“ Naceri (* 2. Juli 1961 in Paris) ist ein französischer Schauspieler und Filmproduzent algerischer Abstammung. Bekanntheit erlangte er vor allem durch seine Hauptrollen in der Taxi-Filmreihe (1998–2007) und im Film Tage des Ruhms (2006).

## Biografie
Samy Naceri wurde 1961 als Saïd Naceri im 4. Pariser Arrondissement als Sohn des Malers Djilali Naceri geboren. Seine Mutter Jacqueline war Hausfrau und stammte aus der Normandie. Er wuchs in bescheidenen Verhältnissen mit sieben Geschwistern im Norden von Paris an der Rue Saint-Martin auf. Später zog die Familie in einen Wohnhauskomplex nach Fontenay-sous-Bois. Ein älterer Bruder starb an den Folgen von Drogenkonsum. Naceris Vater verließ die Familie, als er 16 Jahre alt war. Zur selben Zeit verließ er die Schule und begann eine Ausbildung zum Mechaniker, die er jedoch abbrach. Daraufhin verdiente er sich seinen Lebensunterhalt durch Gelegenheitsjobs. In seinen frühen Zwanzigern war er in einen Verkehrsunfall verwickelt, was bleibende Narben auf seiner linken Gesichtshälfte hinterließ.
Seine Schauspielkarriere begann Naceri Ende der 1980er Jahre mit der Teilnahme an Theater-Workshops und Statistenrollen im französischen Film und Fernsehen. Er trat unter anderem in Robert Enricos und Richard T. Heffrons Historiendrama Die Französische Revolution – Jahre der Hoffnung/Jahre des Zorns (1989) und Luc Bessons Léon – Der Profi (1994) auf. In dieser Zeit änderte er seinen Vornamen von Saïd in Samy. Nach einem Gastauftritt in der französischen Krimiserie Nestor Burma (1995) erregte Naceri noch im selben Jahr durch sein Mitwirken in Thomas Gilous Spielfilm Raï erstmals größere Aufmerksamkeit. In dem Immigranten-Drama um zwei ungleiche Brüder war er als krimineller Junkie zu sehen, für dessen Darstellung er Spezialpreise auf den Filmfestivals von Locarno und Paris erhielt.
Nach weiteren Neben- und Statistenrollen gelangte Naceri der Durchbruch in Frankreich durch die Zusammenarbeit mit dem französischen Regisseur Gérard Pirès. Dessen Actionfilm Taxi (1998), geschrieben und produziert von Luc Besson, spielt in Marseille und handelt von den Abenteuern eines Taxifahrers, der mit seinem getunten Dienstfahrzeug die Straßen in der südfranzösischen Hafenstadt unsicher macht. Taxi, in weiteren Rollen mit Frédéric Diefenthal und Marion Cotillard besetzt, wurde in Frankreich zur erfolgreichsten Komödie des Sommers, und Naceri in der Hauptrolle einem breiten Publikum bekannt. Für den Part des Daniel Morales wurde er zum ersten Mal für den César, Frankreichs nationalen Filmpreis, als bester Nachwuchsdarsteller nominiert. 2000, 2003 und 2007 folgten mit den Filmen Taxi Taxi, Taxi 3 und Taxi 4 unter der Regie von Gérard Krawczyk drei Fortsetzungen, in denen Naceri wiederum neben Frédéric Diefenthal die Hauptrolle übernahm, in der fünften Fortsetzung aus dem Jahr 2018 erhielt Naceri jedoch keine Rolle. Wiederholt schlüpfte er in Action- und Gangsterfilmen in die Rolle des Bösewichts, darunter in Florent Emilio Siris Das tödliche Wespennest (2001), den er mitproduzierte, sowie in Manuel Boursinhacs Der Kodex (2002), realisiert nach einem Drehbuch seines Bruders Bibi Naceri.
Naceris bislang größter künstlerischer Erfolg war im Jahr 2006 Rachid Boucharebs Kriegsdrama Tage des Ruhms, das in Frankreich während des Zweiten Weltkriegs spielt. Der Film, in den weiteren Hauptrollen mit Bernard Blancan, Sami Bouajila, Jamel Debbouze und Roschdy Zem besetzt, berichtet von vier französischen Soldaten maghrebinischer Abstammung, die in den Freien Französischen Streitkräften gegen die deutsche Wehrmacht kämpfen, jedoch in den eigenen Reihen als Indigènes benachteiligt und diskriminiert werden. Der Film stand im Wettbewerb der 59. Internationalen Filmfestspiele von Cannes und brachte Naceri gemeinsam mit seinen Kodarstellern den Darstellerpreis des Filmfestivals ein. Die fünf Schauspieler setzten sich dabei gegen so bekannte Berufskollegen wie Gérard Depardieu (Chanson d’Amour), Sergi López (Pans Labyrinth) und Brad Pitt (Babel) durch. Tage des Ruhms wurde mehrfach für den César und den Oscar in der Kategorie Bester fremdsprachiger Film nominiert. Ebenso zeigte sich die Regierung Frankreichs über den Filmstoff betroffen und passte als Reaktion die Renten für die in dem Film dargestellten Veteranen an die für französische Soldaten an.
Seit Beginn der 1980er Jahre kam der früher drogenabhängige Schauspieler mehrfach mit dem Gesetz in Konflikt, unter anderem wegen Beleidigung, Drogenbesitzes, Erpressung, Körperverletzung und Trunkenheit am Steuer, und gab auch die Freundschaft zu früheren kriminellen Jugendfreunden nie auf. 2007 wurde Naceri wegen Körperverletzung zu einer Gefängnisstrafe von sechs Monaten verurteilt. Ein Jahr später wurde er wegen Fahrens ohne Führerschein zu einem weiteren sechsmonatigen Gefängnisaufenthalt und einer Geldstrafe verurteilt. Seit 2007 aufkommende Medienberichte um eine schwere Lebererkrankung dementierte er. Ende November 2009 wurde in Frankreich der Dokumentarfilm Entre deux vies ausgestrahlt, in dem Naceri über die Höhen und Tiefen seiner Karriere und die Aufenthalte im Gefängnis sprach. Ein weiterer Prozess wegen Körperverletzung steht noch aus.

## Filmografie (Auswahl)

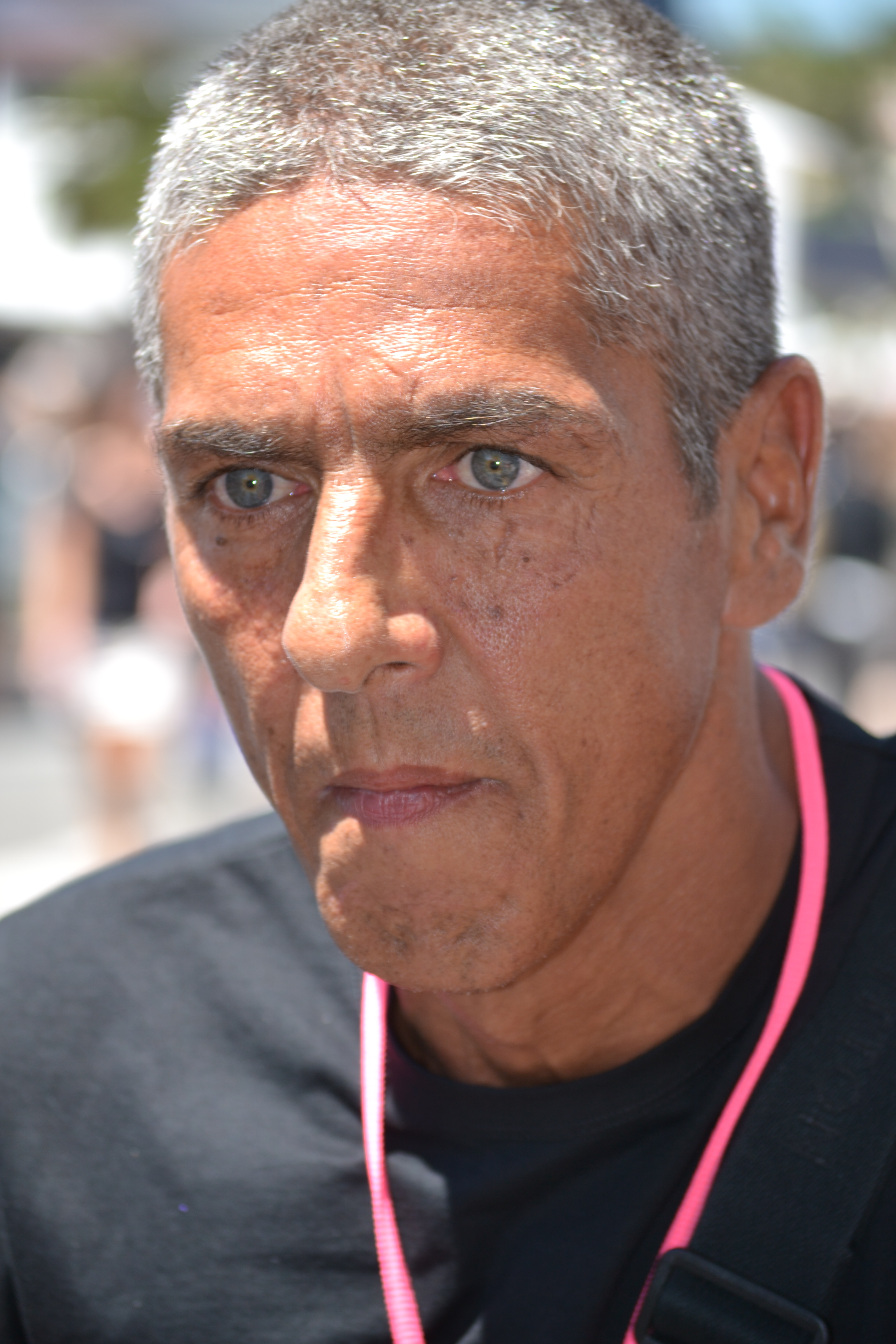
Naceri bei den Internationalen Filmfestspielen von Cannes 2011

- 1989: Die Französische Revolution – Jahre der Hoffnung/Jahre des Zorns (La Révolution française)
- 1994: Léon – Der Profi (Léon)
- 1994: Brüder (Frères)
- 1995: Raï
- 1996: Coup de vice
- 1997: Another Nine & a Half Weeks
- 1997: Autre chose à foutre qu’aimer
- 1997: Bouge!
- 1998: Taxi
- 1998: Cantique de la racaille
- 1999: Un pur moment de rock’n’roll
- 1999: Une pour toutes
- 2000: Taxi Taxi (Taxi 2)
- 2000: Là-bas, mon pays
- 2001: Le Petit Poucet
- 2002: Das tödliche Wespennest (Nid de guêpes)
- 2002: La Repentie
- 2002: Féroce
- 2002: Der Kodex (La Mentale)
- 2003: Taxi 3
- 2005: Bab el web
- 2006: Tage des Ruhms (Indigènes)
- 2007: Taxi 4
- 2008: Des poupées et des anges
- 2021: Redemption Day

## Auszeichnungen
- 1995: Spezialpreis des Internationalen Filmfestivals von Locarno für Raï
- 1995: Lobende Erwähnung beim Filmfestival von Paris für Raï
- 1999: César-Nominierung für Taxi (Kategorie: Bester Nachwuchsdarsteller)
- 2006: Darstellerpreis der Internationalen Filmfestspiele von Cannes für Tage des Ruhms (gemeinsam mit Bernard Blancan, Sami Bouajila, Jamel Debbouze und Roschdy Zem)